# 10e régiment d'artillerie
Pour les articles homonymes, voir 10e régiment.
Ne doit pas être confondu avec 10e régiment d'artillerie à pied (1910-1919).
Le 10e régiment d'artillerie est une unité de l'armée française, formée en 1830 à la fin de la Seconde Restauration avec divers éléments d'artillerie.

## Création et différentes dénominations
- 26 juillet 1830 : création du 10e régiment d'artillerie[1]
- 1854 : 10e régiment d'artillerie monté
- 1872 : 10e régiment d'artillerie
- 1883 : 10e régiment d'artillerie de campagne
- 1924 : 10e régiment d'artillerie divisionnaire
- 1929 : dissolution
- 1929 : Ré-création du 10e régiment d'artillerie divisionnaire

## Colonels et chefs de corps
- 26 juillet 1830 : Félix Aimé Lasnon
- 26 mai 1832 : Charles Nicolas Félix Hamart
- 30 janvier 1836 : Thomas René Lechesne
- 3 mars 1843 : Jacques Antoine Perchain
- 27 juin 1847 : Émile Perrodon
- 26 avril 1850 : Aristide Houdaille
- 15 novembre 1853 : Louis Amédée Gustave de Pontbriant
- 30 décembre 1858 : Théobald de Bentzmann
- 16 janvier 1861 : Charles Guichon
- 29 décembre 1865 : François Joseph Frédéric Gagneur
- 9 août 1867 :  Philippe Eléonore Desprets[2]
- 14 juillet 1874 : Prosper Jean-Louis Claret de Latouche
- 1877 : colonel Geynet
- 1881 : colonel Barelle
- 1882 : colonel Lefebvre-Nailly
- 1886 : colonel Béra
- 1893 : colonel Litschfousse
- 1895 : colonel Thibon
- 1898 : colonel de Saxcé
- 1899 : colonel Villien
- 1901 : colonel Blanche
- 1905 : colonel Sentis
- 1906 : colonel Thouvenin[3]
- 1908 : colonel Goigoux

## Historique des garnisons, combats et batailles

### De 1830 à 1848
Ce régiment a été formé à Toulouse, le 26 juillet 1830, avec : 
- la 1re compagnie du 2e régiment d'artillerie à cheval,
- la 7e compagnie du 3e régiment d'artillerie à cheval,
- les 14e, 15e, 16e et 17e compagnies du 5e régiment d'artillerie à pied, et
- les 10 premières compagnies du 8e régiment d'artillerie à pied.
- Le colonel Félix Aimé Lasnon et une partie de l'état-major venait du 3e régiment d'artillerie à cheval.

En 1831, les 10e, 11e et 12e batteries sont envoyées en Algérie et participent en 1832 aux combats livrés au cours du blocus d'Oran. En 1832 et 1833, les 16e, 4e, 5e et 6e batteries rejoignent également l'Algérie et participent à la prise de Mostaganem en 1833, aux combats à Bougie en 1835, à la prise de Tlemcen en 1836, aux combats à Constantine en 1837, et à la prise de Zaatcha en 1849.
Le régiment quitte Toulouse en 1832 pour aller à Valence, puis on le trouve en 1835 à Metz, en 1840 à Bourges, en 1843 à Strasbourg, et en 1847 à Douai.

### Second Empire
En 1850, il est en garnison à Rennes, en 1858 à Toulouse, en 1863 à Besançon, en 1866 à Vincennes, et en 1869 à Rennes, où il est encore en 1914.
L'organisation de 1854, le laisse en régiment monté, mais lui enleve ses 2 batteries à cheval, qui passent au 17e régiment d'artillerie, et ses 4 batteries à pied sont versées au 1er régiment d'artillerie. Il reçoit en échange 2 batteries montées du 8e régiment d'artillerie, et 6 batteries montées du 14e régiment d'artillerie.
En 1855, dans le cadre de la guerre de Crimée, le régiment se distingue au siège de Sébastopol.
Pendant la campagne d'Italie en 1859, on le retrouve notamment dans les batailles de Montebello, de Melegnano et de Solferino.
De 1859-1860 le régiment participe à l'expédition de Chine en prenant part à la Bataille de Palikao puis il contribue ensuite à l'expédition de Syrie en 1860.
Affectées à l'armée de Châlons durant la guerre franco-prussienne de 1870 une partie des batteries combattent à Mouzon et Sedan.

Les autres batteries non-embrigadées dans cette armée, faite prisonnière, se trouvent :
- Dans l'armée de la Loire ou elles participent aux batailles de Coulmiers, et de de Loigny en 1870 et à la bataille du Mans en 1871.
- Dans l'armée de l'Est, elles sont engagées à la bataille de Villersexel en 1871.
- Dans l'armée de Paris, pendant le siège de Paris en 1870-1871, à la bataille de Champigny.

### De 1871 à 1914
En 1872, le 10e régiment d'artillerie est reconstitué avec 9 de ses anciennes batteries, auxquelles sont venues se joindre 2 batteries du 10e régiment d'artillerie à cheval. Il cède en même temps au 20e à cheval deux batteries, au 21e régiment d'artillerie une batterie, au 24e deux batteries, et au 28e une batterie à pied et 5 batteries montées.
En 1873, il fait partie de la 10e brigade d'artillerie, il garde 10 batteries, reçoit une batterie à cheval du 18e régiment d'artillerie, et cède une batterie au 16e, 4 batteries au 17e régiment d'artillerie, et une au 26e régiment d'artillerie. 
De 1881 à 1883, il prend part à l'expédition de Tunisie.
En 1906, le régiment est cantonné à Rennes ; une rue porte par ailleurs son nom.

### Première Guerre mondiale

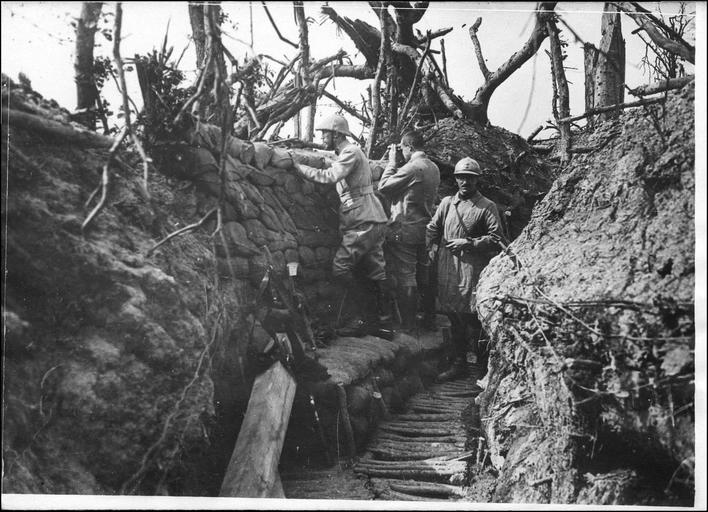
Observatoire de la 7e batterie du 10e RAC à Vienne-le-Château (Marne) le 23 mai 1916.

En casernement à Rennes et Dinan

#### Affectation
10e brigade d'artillerie, artillerie de la 20e division d'infanterie.
Composition : 3 groupes de 9 batteries de 75 (36 canons). 

#### 1914
- 22-25 août : Bataille de Charleroi
- 29-30 août : Bataille de Guise
- 6-10 septembre : Bataille de la Marne
- 2-6 octobre : Bataille d'Arras

#### 1915
- mai-juin : Bataille de l'Artois
- juin 1915-juin 1916 : Bataille de l'Argonne

#### 1916
- 4-6 septembre : Bataille de Chilly

#### 1917
- 15-25 mars : Marche sur Saint-Quentin et attaque d'Essigny-le-Grand
- 17 avril : Bataille des monts de Champagne attaque des hauteurs de Moronvilliers
- mai : Bois de la Grille à Wez dans la Marne
- juin-octobre : Bataille de Verdun
- Novembre 1917- mars 1918 : Les Hauts de Meuse, Les Eparges, Avocourt

#### 1918
- Mars-mai : Verdun
- Fin mai : Retraite de la Marne
- 15 juillet : Offensive allemande en Champagne et contre-offensive alliée
- Juillet-août : Avance sur la Vesle
- Septembre-novembre : combats dans les Vosges
- Entrée à Strasbourg

### Seconde Guerre mondiale

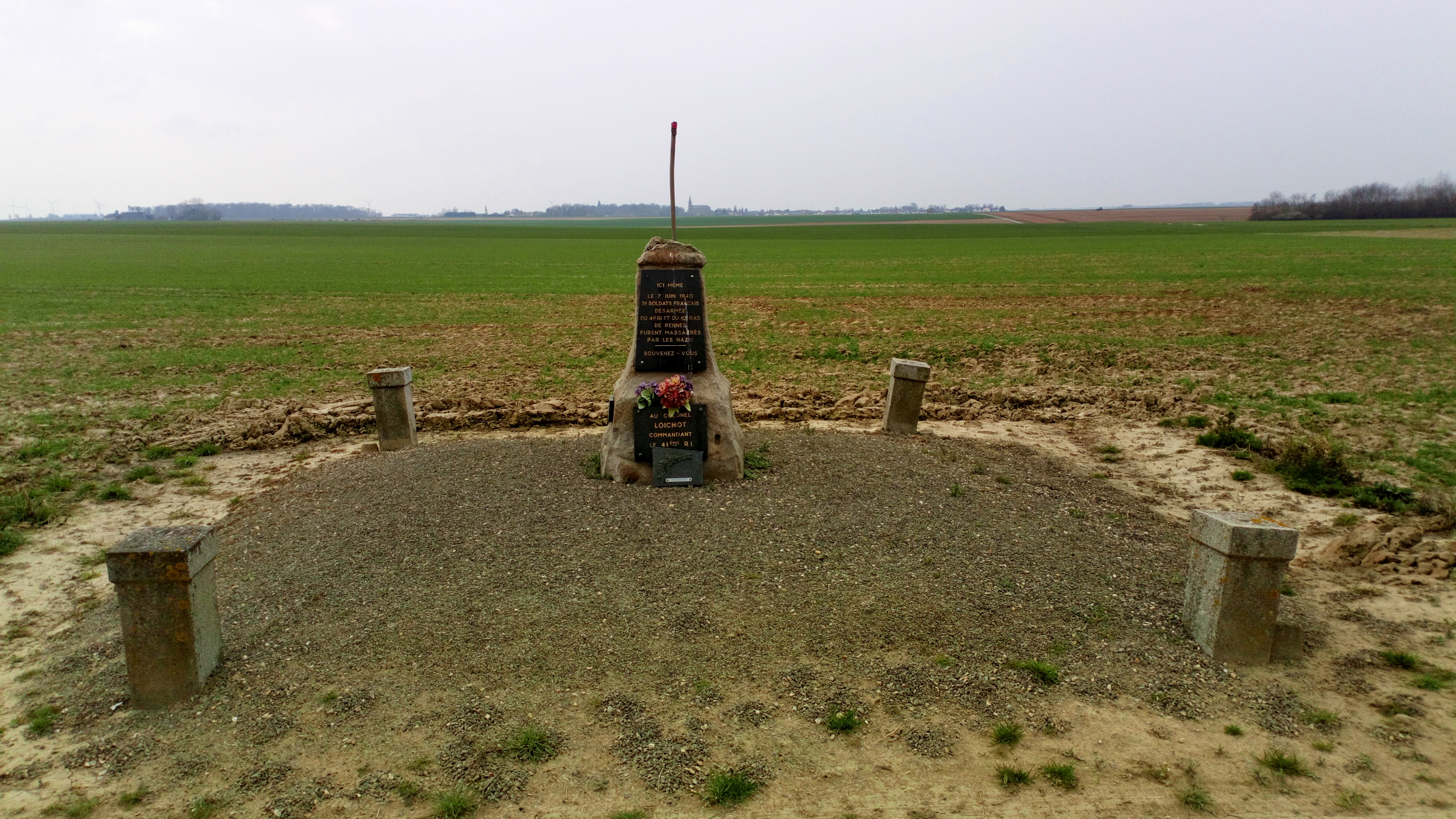
Stèle à l'endroit où des prisonniers de guerre du 10e RAD et du ont été exécutés le 7 6 1940 à Beaufort-en-Santerre.

Jean-Marie-François Berthelot tombe le 7 juin 1940 à Erches (Somme) sous les balles de l'ennemi.

## Étendard

L'étendard du 10e régiment d'artillerie (revers).

Il porte, cousues en lettres d'or dans ses plis, les inscriptions suivantes :
- Constantine 1837
- Sébastopol 1855
- Solférino 1859
- Palikao 1860
- Les Monts 1917
- Verdun 1917
- La Marne 1918

## Insigne
L'insigne du régiment de 1939 montre un écu inspiré des armes de la ville de Rennes.

## Sources et bibliographie
- Historique du 10e régiment d'artillerie de campagne au cours de la grande guerre 1914-1919 : avec 6 planches hors texte, Dinan, Impr. de l'union malouine et dinannaise, 31 p., lire en ligne sur Gallica.
- Henri Kauffert : Historique de l'artillerie française
- Louis Susane : Histoire de l'artillerie Française
- Historiques des corps de troupe de l'armée française (1569-1900)